# Спарро, Сэм
Сэм Спарро (англ. Sam Sparro) настоящее имя Сэм Фалсон англ. Sam Falson(род. 8 ноября 1982, Сидней, Австралия) — австралийский продюсер, композитор и певец, в детстве — актёр. Номинант на премию «Грэмми». Работает вместе с британским лейблом Island Records.

## Биография
Сэм Фалсон родился в Сиднее. В возрасте 10 лет он с семьёй переехал в Лос-Анджелес. Его отец, Крис Фалсон — музыкант и госпел-певец записывал там альбом в стиле соул. Сэм начал петь в церкви.
В детстве Сэм работал актёром и снимался в рекламе компании МакДоналдс. Он также появлялся в передаче на местном радио. Он регулярно пел вместе с его отцом, который написал музыку к американским программам Star Trek и Queer Eye for the Straight Guy.
Покинув Лос Анджелес, он ненадолго вернулся в Сидней, прежде чем переехать в Лондон, где он начал осваивать британскую музыкальную сцену. Однако, ему пришлось вернуться в Лос Анджелес, где он сразу начал работать в кофейне. Именно в этот момент, во время этих «тяжёлых» времён, он написал нынче известный сингл — «Black and Gold», который стал популярным в Великобритании в конце марта 2008 года.
Первый сингл, Cottonmouth, поступил в продажу в 2007 году, и выпуск дебютного эпонимного альбома, Sam Sparro, начался в Великобритании 28 апреля 2008 года.
В 2012 году участвовал в написании записи песни «Shady». Её оригинальный исполнитель — Адам Ламберт.

## Дискография

### Альбомы
- Sam Sparro (2008) UK #5
- Return to Paradise (2012)

### Синглы
- «Cottonmouth» (2007)
- «Black and Gold» (2008) (UK #2)
- «21st Century Life» (2008)
- «Pocket» (2008)
- «The Shallow End» (2012)